# 谢三村街道
谢三村街道，是中华人民共和国安徽省淮南市谢家集区下辖的一个乡镇级行政单位。

## 行政区划
谢三村街道下辖以下地区：
金石社区、桂苑社区、矿东社区和矿西社区。